# Acmaeodera solitaria
Acmaeodera solitaria är en skalbaggsart som beskrevs av Charles Kerremans 1897. Acmaeodera solitaria ingår i släktet Acmaeodera och familjen praktbaggar. Inga underarter finns listade i Catalogue of Life.